# 佐土原かおり
佐土原 かおり（さどはら かおり、1988年1月18日 - ）は、日本の女性声優、歌手。アクロスエンタテインメント所属。
富山県魚津市生まれで神奈川県出身。

## 略歴
声優を目指したきっかけは小学校時代からの夢であった。その頃は声優という言葉を知らなかったので「アニメの女優になる！」と発言していたらしいといい、明確に覚えていないが声優を目指すきっかけになったのは「『フランダースの犬』だと思ってます」とも発言しており、「（『フランダースの犬』で）凄く声優さんの演技に、芝居に号泣して、こんなに私の心は突き動かされているのか。こんな凄い人になれたらいいなと幼心に思いました」という。小学6年生の時に『名探偵コナン』が好きで、「コナンのアフレコの取材をしてください」と小学館にハガキを送ったところ、雑誌の企画になった。スタジオのミキサー室で見学させてくれたが、台本や、目の前で芝居されているのを見て感銘を受けて、小学生とは思えないくらい真剣に見ていたようでプロデューサーにも笑われた。
その頃はハガキ職人で、朝から晩まで聴いていたため特に文化放送のラジオが好きであった。ハガキを読んでくれるもけっこう多く、その時の特典グッズが自宅にいっぱいあった。毎回聴いてたことから他の人物がつっこまないところを書いてみたり、読んでくれる努力をしていた。
当時はA&Gの『超機動放送アニゲマスター』などの、声優のアニラジが多かった。音楽番組も聴いており、SOPHIAの番組でハガキを読んでくれた時は、MDプレイヤーをくれた。
当時好きだった漫画『ぼくの地球を守って』のキャラクターをペンネームにしていたという。
声優になる前に親しんでいたエンタメ作品は『ママレード・ボーイ』、『ふしぎ遊戯』、『ぼのぼの』などのゆる〜いアニメからシリアスなアニメまで幅広く好きであった。アニメの主題歌を歌うことにも憧れており、TARAKOが演じていたようなキャラクターっぽいナレーションも、「あのアニメの声優さんだ！」、「わかるのがおもしろいな」と思ったという。
演技部には入部したことがなく、歌はオペラをずっと習っていたため、歌や踊りには昔から触れることが多かった。ジャズダンスを小さい頃から習っていたことから2015年時点でも「それが生かされているかな〜」と思った。
あと、自作のアフレコごっこをして、アニメを観て、そのセリフを全部ノートに書き起こしていた。何度か練習した後、テレビをミュートにして自分で声を当てており、『らんま1/2』のキャラクターを録音したりして遊んでいたという。
アミューズメントメディア総合学院声優学科、プロダクション・エース演技研究所卒。
初めての仕事はラジオ番組内のナレーション。その後、吹き替えの仕事で声優デビューしたが、アニメも歌もゲームも好きだったことから、「自分のやりたいことができるのが声優だな」と思ったという。
2015年4月より、声帯疲労による炎症を理由に声優業を休業し、出演予定であった『空戦魔導士候補生の教官』のクロエ・セヴェニー役は山田悠希に変更された。6月には快癒し、声優業務に復帰している。
2015年8月末にプロダクション・エースを退所し、10月よりオブジェクトに所属。
2017年12月、『日常』で共演した声優の川原慶久と結婚したことを報告した。2018年4月28日、第一子となる女児を出産したことをブログで報告した。
2020年3月31日にオブジェクトを退社し、フリーとなる。2021年4月1日より、夫の川原が所属しているアクロスエンタテインメントに所属。

## 人物
声優ユニット『sweet ARMS』、および『TWO-FORMULA』のメンバー。
初レギュラー作品『うぽって!!』のしぐのキャラクターソングでは、声楽での経験が評価されヨーデルを歌うこととなった。
好きなアーティストはTWO-MIX。所属しているTWO-FORMULAの命名の際には、たまたま名前が似ただけであり名前を借りたわけではないものの、TWO-MIXのメンバーである永野椎菜の承諾を得ている。バンド経験があり、ドラムの演奏ができる。
ハープを聴くことも趣味で、好きなハーピストに安楽真理子と竹松舞を挙げている。また、自身もハープを演奏しておりライブでの演奏を披露したことがある。
漢検準2級、上級心理カウンセラー、普通運転免許の資格を所持。

## 出演
太字はメインキャラクター。

### テレビアニメ
2007年
- アームズラリー（吉備原イセリ）

2011年
- R-15（木谷星）
- 日常（安中榛名）
- フリージング（三年生B）
- マケン姫っ!（2011年 - 2014年、客、佐久乃花） - 2シリーズ

2012年
- うぽって!!（しぐ〈SG550〉）
- 神様はじめました（飛田恵、女子学生たち、女子(2)、女子生徒(2)、ウミウシ(2) 他）
- ペルソナ4（女性）
- リコーダーとランドセル（3年生、TVナレーション、保護者、男の子B、女子生徒A 他） - 2シリーズ

2013年
- 俺の脳内選択肢が、学園ラブコメを全力で邪魔している（ショコラ）
- デート・ア・ライブ（2013年 - 2024年、岡峰珠恵） - 5シリーズ
- ブラッドラッド（アングリー）
- Fate/kaleid liner プリズマ☆イリヤ（イオリ）
- 問題児たちが異世界から来るそうですよ?（サンドラ）

2014年
- 甘城ブリリアントパーク（チバクン）
- いなり、こんこん、恋いろは。（丸太町ちか）
- 桜Trick（持田由香子、女子生徒、楓の妹）
- 棺姫のチャイカ（ユリア）

2015年
- ISUCA（タマ子）

2018年
- Caligula -カリギュラ-（アイリス）

2020年
- いわかける! - Sport Climbing Girls -（カタルノ女子B）

### 劇場アニメ
- 劇場版デート・ア・ライブ 万由里ジャッジメント（2015年、岡峰珠恵）

### OVA
- いなり、こんこん、恋いろは。（丸太町ちか）※コミックス第8巻BD付き限定版
- 俺の脳内選択肢が、学園ラブコメを全力で邪魔している（ショコラ）
- ISUCA（タマ子）
- よんでますよ、アザゼルさん イソギンチャク編（野口さん）

### ゲーム
2011年
- 涼宮ハルヒの追想
- 日常（宇宙人）（安中榛名）

2012年
- アーシャのアトリエ 〜黄昏の大地の錬金術士〜（オディーリア）

2013年
- デート・ア・ライブ（2013年 - 2020年、岡峰珠恵） - 5作品

2014年
- インフィニタ・ストラーダ（ありさ）
- ウチの姫さまがいちばんカワイイ（セイカ・ホワイティエ）
- シャリーのアトリエ 〜黄昏の海の錬金術士〜（オディーリア）
- ヒーローズプレイスメント（ギガハンド陽子、射水むずむず、村正くわな、太地みんく、百井うさぎ、ニポ子、塚原かしま、早瀬音戸）
- 嫁コレ（ショコラ）

2015年
- アイドル事変（雪ノ下椿）
- ヴァリアントナイツ（ベル＝スノー）
- クルセイダークエスト（クロノス）
- メイプルストーリーキネシス（ネロ、アナウンサー）
- ガーディアンクラッシュ（シルフィー、ヴィーヴィー）　

2016年
- Caligula -カリギュラ-（アイリス）
- クイズRPG 魔法使いと黒猫のウィズ（2016年 - 2019年、ヤネット・フリール、シーラ・フリール）
- トリックスター～召喚士になりたい～（リディア、クミ、タルジャ　）
- 三国志ものがたり（小喬、李典、孫乾、鬼女）
- ファンタジーウォータクティクス（ビッグショットキャロット、ブラックウィザードモア、ヒーラーベル）
- ブレイジングオデッセイ（聖夜の配達人ニコ）
- ソラヒメ ACE VIRGIN -銀翼の戦闘姫-（シュペルエタンダール、ボーファイター、ミラージュⅢ、原罪「憤怒」）

2017年
- ナイツクロニクル（エオス）
- 誰ガ為のアルケミスト（クリーマ）
- ドリフトガールズ（石原萌恵）
- 逆転オセロニア（メイファ）
- 城とドラゴン（鬼ん子、チビブル）

2018年
- イケメン戦国◆時をかける恋　新たなる出逢い
- Caligula Overdose -カリギュラ オーバードーズ-（アイリス）
- 三国BASSA!!（大喬、陳登、曹仁）
- テリア・サーガ（ホーリーシスターシャルル、キュートリスター、竹の笛ペレック）

2019年
- 幻獣契約クリプトラクト（ポーシャ）

2020年
- 軒轅剣 閻黒の業火
- メルヘン・オブ・ライト〜モロガミ放置RPG〜（ウリエル）

2021年
- 魔界戦記ディスガイア6（レミゼラ）
- ニャン蔵&クマ吉の脱出ゲーム（2021年 - 2023年、クマ吉） - 6作品

2023年
- レスレリアーナのアトリエ 〜忘れられた錬金術と極夜の解放者〜（2023年 - 2024年、オディーリア）

### ドラマCD
- 空戦魔導士候補生の教官（2014年、クロエ・セヴェニー[44]）
- 誰かこの状況を説明してください！〜契約から始まったふたりのその後〜（2018年、ステラリア[45]）

### 吹き替え
- 春の日のクマは好きですか（2003年、天女）
- T-レックス（2007年、ライオネルの妻）
- シャオ夫人のお葬式大作戦!（2008年、エミリー）

### デジタルコミック
- 15歳、今日から同棲はじめます。（真木日和[46]）

### ラジオ
- 白石稔のガッチリと無知な物事を探求して行くラジオ（ランティスネットラジオ：2010年）ゲスト
- がちヨミ!デコよみ!?（ラジオ大阪：2011年8月5日 - 2012年1月27日）
- 純子と涼のアシタヘストライク! ニュースヘッドライン（文化放送）
- うぽって!!ラジオ 〜とつげき!!sweet ARMS〜（HiBiKi Radio Station：2012年3月23日 - 9月28日）
- デート・ア・ラジオ（HiBiKi Radio Station：2013年4月4日 - 2014年6月26日）[47]
- Fate/kaleid liner イリヤと凛のプリズマナイト!（音泉：2013年6月26日 - 2014年2月5日）
- sweet ARMS放送局 〜RADIO THE TRIGGER〜（HiBiKi Radio Station：2014年7月1日 - 9月23日）[48]
- A&G ARTIST ZONE 佐土原かおりの2h（文化放送・超!A&G+：2015年1月7日 - 4月1日）

### テレビ
- イヌゴエ 第2話（2006年10月、テレビ神奈川） - ミント 役

### ナレーション
- コミックRenta!
- TANITA （健康習慣応援キャンペーン）

## ディスコグラフィ

### シングル
| 枚  | 発売日        | タイトル         | 規格品番    | 規格品番   | 最高位 |
| 枚  | 発売日        | タイトル         | 初回盤      | 通常盤     | 最高位 |
| --- | ------------- | ---------------- | ----------- | ---------- | ------ |
| 1st | 2012年7月4日  | ひめくり         | COZC-693/4  | COCC-16614 | 99位   |
| 2nd | 2013年1月30日 | To Be Continued? | COZC-749/50 | COCC-16680 | 55位   |
| 3rd | 2014年5月6日  | Day to Story     | COZC-913/4  | COCC-16857 | 26位   |
| 4th | 2015年2月4日  | Still Sis        | COZC-1011/2 | COCC-16970 | 50位   |

### タイアップ
| 楽曲                | タイアップ                                                              | 時期   |
| ------------------- | ----------------------------------------------------------------------- | ------ |
| ひめくり            | テレビアニメ『うぽって!!』エンディングテーマ                            | 2012年 |
| もっともっともっと  | OAD『うぽって!!』挿入歌                                                 | 2012年 |
| To Be Continued?    | テレビアニメ『問題児たちが異世界から来るそうですよ?』エンディングテーマ | 2013年 |
| Beauty as the Beast | テレビアニメ『問題児たちが異世界から来るそうですよ?』挿入歌             | 2013年 |
| ぼくたちの星座      | テレビアニメ『問題児たちが異世界から来るそうですよ?』エンディングテーマ | 2013年 |
| Day to Story        | テレビアニメ『デート・ア・ライブII』エンディングテーマ                  | 2014年 |
| Still Sis           | テレビアニメ『新妹魔王の契約者』エンディングテーマ                      | 2015年 |

### 歌手参加楽曲
| 発売日         | 商品名           | 歌          | 楽曲                                        | 備考                                                                                 |
| -------------- | ---------------- | ----------- | ------------------------------------------- | ------------------------------------------------------------------------------------ |
| 2013年11月27日 | 太陽と月のCROSS  | TWO-FORMULA | 「太陽と月のCROSS」                         | テレビアニメ『俺の脳内選択肢が、学園ラブコメを全力で邪魔している』エンディングテーマ |
| 2015年1月28日  | Somebody to love | TWO-FORMULA | 「Somebody to love」 「蒼風のニルヴァーナ」 | テレビアニメ『ISUCA』エンディングテーマ                                              |

### キャラクターソング
| 発売日         | 商品名                                         | 歌                       | 楽曲                           | 備考                       |
| -------------- | ---------------------------------------------- | ------------------------ | ------------------------------ | -------------------------- |
| 2011年10月26日 | 日常のキャラクターソング その9 ラスト5パーソン | 安中さん（佐土原かおり） | 「安中のぴょん!ぴょん!エー!!」 | テレビアニメ『日常』関連曲 |